# Circonscription de Ginninderra
 (signalé en mai 2025).
Si vous disposez d'ouvrages ou d'articles de référence ou si vous connaissez des sites web de qualité traitant du thème abordé ici, merci de compléter l'article en donnant les références utiles à sa vérifiabilité et en les liant à la section « Notes et références ».
- Archive Wikiwix
- Bing
- Cairn
- DuckDuckGo
- E. Universalis
- Gallica
- Google
- G. Books
- G. News
- G. Scholar
- Persée
- Qwant
- (zh) Baidu
- (ru) Yandex
- (wd) trouver des œuvres sur Wikidata

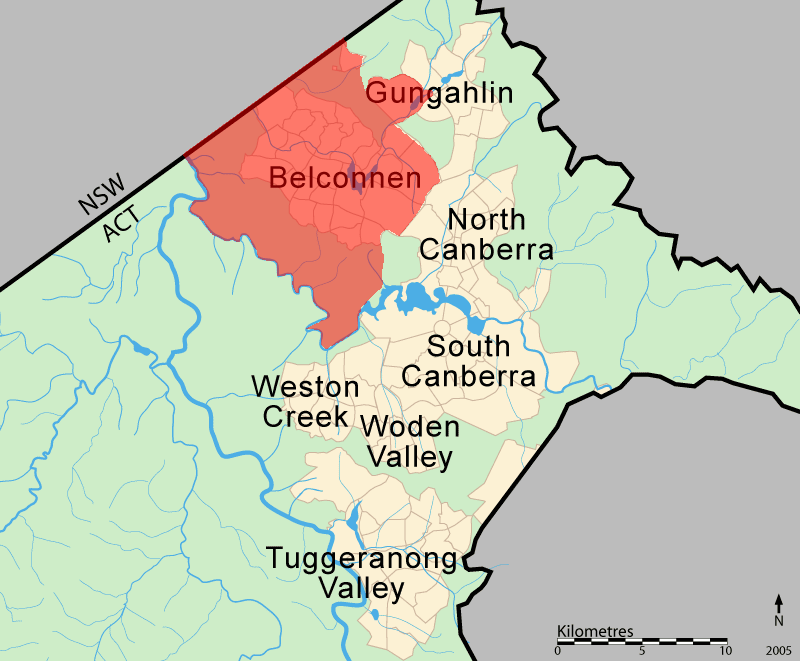
Localisation de la circonscription de Ginninderra (en rouge) sur la carte de l'ACT

La circonscription de Ginninderra est l'un des trois circonscriptions de l'Assemblée législative du Territoire de la capitale australienne. Elle dispose de cinq sièges et est la plus petite circonscription du Territoire.

## Histoire
Elle a été créée en 1995, lorsque le système électoral de Hare-Clark a été introduit pour le Territoire de la capitale australienne (ACT). Avant 1995, il existait une seule circonscription pour l'ensemble de l'ACT. "Brindabella" serait dérivé d'un mot indigène qui signifie « brillant comme les étoiles » et se réfère au lac du même nom situé dans le district de Belconnen.

## Situation
La circonscription de Ginninderra comprend les districts de Belconnen (quartiers de Dunlop, Hawker, Page et Scullin) et Hall (y compris la totalité du village de Hall) et le quartier de Nicholls dans le district de Gungahlin. Sa frontière sud-ouest est la rivière Molonglo et une petite partie de la Murrumbidgee.

## Membres
| Année | Membre | Membre          | Parti        | Membre       | Membre        | Parti        | Membre         | Membre      | Parti         | Membre      | Membre         | Parti   | Membre | Membre       | Parti |
| ----- | ------ | --------------- | ------------ | ------------ | ------------- | ------------ | -------------- | ----------- | ------------- | ----------- | -------------- | ------- | ------ | ------------ | ----- |
| 1995  |        | Wayne Berry     | Travailliste |              | Roberta McRae | Travailliste |                | Harold Hird | Libéral       |             | Bill Stefaniak | Libéral |        | Lucy Horodny | Vert  |
| 1998  |        | Wayne Berry     | Travailliste | Jon Stanhope | Travailliste  |              | Dave Rugendyke | Harold Hird | Libéral       | Indépendant | Bill Stefaniak | Libéral |        |              |       |
| 2001  |        | Wayne Berry     | Travailliste | Jon Stanhope | Travailliste  | Vicki Dunne  | Libéral        |             | Roslyn Dundas | Démocrate   | Bill Stefaniak | Libéral |        |              |       |
| 2004  |        | Wayne Berry     | Travailliste | Jon Stanhope | Travailliste  | Vicki Dunne  | Libéral        | Mary Porter | Travailliste  |             | Bill Stefaniak | Libéral |        |              |       |
| 2008  |        | Meredith Hunter | Vert         | Jon Stanhope | Travailliste  | Vicki Dunne  | Libéral        | Mary Porter | Travailliste  |             | Alistair Coe   | Libéral |        |              |       |